# Petros Matheus dos Santos Araújo
Petros Matheus dos Santos Araújo (* 29. Mai 1989 in Juazeiro) ist ein brasilianischer Fußballspieler.

## Karriere
Anfang 2012 wechselte Araújo vom Fluminense de Feira FC zum Boa EC, wo er zwei Spielzeiten in der Série B auflief. Mitte Dezember 2013 wechselte er zum CA Penapolense, mit welchem er in der Staatsmeisterschaft von São Paulo spielte. Im April 2014 ging er zum SC Corinthians aus São Paulo, wo er erstmals in der Série A Einsätze hatte. Zur Saison 2015 bestritt er acht Spiele und das Team gewann die Meisterschaft. In der europäischen Sommertransferperiode 2015 wechselte er nach Spanien zum Betis Sevilla. Hier blieb er bis zum Ende der Spielzeit 2016/17. In der Liga war er Stammspieler.
Im Juli 2017 kehrte er wieder nach Brasilien zurück und wurde Teil der Mannschaft des FC São Paulo. Nach gut einem Jahr verließ er Südamerika erneut, um sich in Saudi-Arabien al-Nasr anzuschließen. Hier gewann er in der Saison 2018/19 die Meisterschaft sowie in den Spielzeiten 2019/20 und 2020/21 den saudischen Supercup. Im Oktober 2021 endete sein Vertrag und er blieb zunächst ohne Klub. Anfang 2022 fand er dann mit al-Fateh einen neuen Klub.

## Erfolge
Al-Nassr
- Saudi Professional League: 2018/19
- Saudi-arabischer Fußball-Supercup: 2019, 2020